# Annalista Saxo
L'Annalista Saxo est le chroniqueur resté anonyme des Annales de Saxe, chroniques du XIIe siècle relevant des faits et des dates du temps des empereurs germaniques médiévaux et de leurs prédécesseurs carolingiens.
Elles ont été rédigées en latin à l'abbaye bénédictine de Nienburg, peut-être par son abbé, Arnold, mort en 1166, et auteur des Gesta archiepiscoporum Magdeburgensium. Les faits décrits remontent à l'an 741 et se terminent en 1142 et sont souvent relatés autour du thème de la Saxe.

## Historique
Le manuscrit a été rédigé entre 1148 et 1152 et son auteur se sert de plus d'un cent de manuscrits comme sources de ses annales. Une partie d'entre eux n'existent plus. Cette chronique a  été classée par les historiens dans celles du groupe des chroniqueurs d'Hersfeld. Les événements sont relatés de manière chronologique, mais l'auteur ne se contente pas de faits et livre sa propre analyse, surtout à propos de son époque. Il se révèle comme étant favorable à Lothaire de Supplinbourg, décrivant en détail le bénéfice de ses actions. Cette source historique est importante pour l'étude de l'histoire germanique, surtout des XIe et XIIe siècles, de la généalogie saxonne et de faits relatifs à l'histoire de la Russie kiévienne.
Le manuscrit possède 237 folios de parchemin (orné de seize lettrines) et une reliure de cuir du XVIe siècle. Il a été restauré en 1993. L'original des chroniques de l'Annalista Saxo se trouve aujourd'hui à la Bibliothèque nationale de France à Paris, sous la cote Codex latinus 11851, où l'on ignore comment il y est parvenu. Il a été publié pour la première fois au XVIe siècle.
Ce manuscrit est extrêmement fragile et ne peut être consulté. Un fac-similé a été édité.